# Naruto: The Broken Bond
Naruto: The Broken Bond — цел-шейдерная видеоигра для платформы Xbox 360, разработанная Ubisoft Montreal. Она была выпущена 18 ноября 2008 года. Эта игра является логическим и сюжетным продолжением первой части — Naruto: Rise of a Ninja — и также сделана по мотивам популярной японской серии манги и аниме «Наруто».
Naruto: The Broken Bond была анонсирована на E3 в 2008 году, хотя работа над ней началась даже до выпуска первой части. В игре присутствует 30 персонажей, сюжетные сцены, ранее представленные в 2D, были перерисованы в 3D, добавлено множество новых NPC и обновлены модели героев. Многопользовательский режим, с незначительными изменениями, остался прежним.

## Сюжет
Сюжет игры затрагивает события с 81 серии по 135 (т.е заканчивается там, где и заканчивается оригинальная манга). Включает в себя возвращение Итати Утихи, поиски Цунадэ, битву трёх Саннинов и миссию по возвращению Саскэ. Однако большую часть кампании приходится выполнять побочные миссии (драться с безличными бандитами, выполнять поручения горожан).

## Геймплей
Naruto: The Broken Bond, как и его предшественник, является файтингом и в то же время платформером. Геймплей от прошлой части не сильно изменился. Графика в игре стала ярче и красивее, обновились модели персонажей. Почти у каждого персонажа есть комбо, на конце которых он использует дзюцу. Например Саскэ использует огонь, а Итати — взрывных клонов. Обычных же комбо-ударов стало больше.
Видеоролики в игре прорисованы на движке игры, поэтому в некоторых из них нужно быстро нажимать клавишу для выполнения определенных действий. Если же клавиша не была нажата вовремя, то видеозаставка начнётся заново, или с определённого момента.
Геймплей, как и в прошлой игре, складывается из элементов 3D-платформера и файтинга. То прыгаем по доскам над смертельно опасной водой и обходим ловушки противников, то переключаемся в режим драки и сражаемся с бандитами один на один. Файтингу уделяют много внимания: есть даже онлайновые бои и режим драки двух игроков с одной консоли (все, как и год назад), но перед нами вовсе не Virtua Fighter: глубины в боях нет — они просто зрелищные. На каждого персонажа приходится всего по десятку комбо да по три-четыре дзюцу. Они выполнены в виде мини-игр и могут запросто лишить соперника аж половины здоровья — кто первый успел такой трюк исполнить, тот обычно и побеждает. Плюс привычные блоки, броски, уклонения и метание кунаев. Разнообразно, красиво, увлекательно.
Куда заметнее изменилась платформенная составляющая игры. На сей раз по уровням бегает целая команда героев, между которыми можно в любой момент переключаться. Это, кстати, используется и в боях: Наруто победили — и его тут же подменяет приятель, у которого свой набор комбо и свои дзюцу. Различные приемы оказываются полезны и в «общем» мире (напомним об «RPG-образной» структуре игры: всевозможные «подземелья» и «схватки с монстрами» подгружаются в качестве отдельных уровней, за пределами которых все действие разворачивается в открытом «общем» мире). Так, Сикамару обучен руководить своей тенью и с её помощью управляется с кнопками в труднодоступных местах, Наруто вызывает клонов и складывает из них импровизированный мост через реку, Тёдзи сворачивается в клубок и пробивает стены. Все трюки приходится использовать каждые пять минут, и это, признаться, порядком надоедает.
Как и раньше, мир игры не целостен и состоит из нескольких кусков-зон — с ловушками, врагами и невидимыми стенами. Локации связаны системой «быстрых перемещений»: герои залезают на специально отмеченные деревья и сигают по веткам до пункта назначения. Настоящая свобода передвижения, как и раньше, только в деревне Коноха — именно она остается главным пунктом выдачи заданий и сбора полезных бонусов. После атаки Оротимару селение предстает перед игроком полуразрушенным, но это мало что меняет: перед нами все те же масштабные и детальные декорации к аниме-сериалу.

## Оценки критиков
| Сводный рейтинг | Сводный рейтинг |
| Агрегатор       | Оценка          |
| --------------- | --------------- |
| GameRankings    | 80,02 %         |

Оценки критиков были положительными к игре. Gamespot поставил игре 7 из 10, сказав: «В игре достаточно боевых режимов, сюжета и свободы действий». IGN выставил 8,3 из 10, отметив: «Многое в Broken Bond лучше, чем в Rise of a Ninja, однако есть пару мест, где он хуже». Веб-сайт Total Video Games поставил 9 из 10. Games Market из Великобритании дал игре оценку игре 81 % и сказал, что «игра не идеальна до конца, в любом случае — великолепное продолжение Rise of a Ninja!»